# Hraniv
Hraniv (în ucraineană Гранів) este o comună în raionul Haisîn, regiunea Vinnița, Ucraina, formată numai din satul de reședință.

## Demografie
Componența lingvistică a satului Hraniv
     Ucraineană (98,63%)
     Rusă (1,14%)
     Alte limbi (0,22%)
Conform recensământului din 2001, majoritatea populației satului Hraniv era vorbitoare de ucraineană (98,63%), existând în minoritate și vorbitori de rusă (1,14%).